# Boeing B-52 Stratofortress
Boeing B-52 Stratofortress je americký strategický podzvukový proudový bombardér dlouhého doletu. Vyvinut byl americkou společností Boeing, která dále poskytovala provozní podporu a modernizace. Od padesátých let je ve službě u amerického letectva (USAF). Bombardér unese až 32 000 kg zbraní. Jeho bojový dolet se pohybuje okolo 14 080 km bez tankování paliva za letu.
Od počátku nabídky úspěšné smlouvy z června 1946 se konstrukce B-52 vyvíjela od letounu s rovným křídlem a šesti turbovrtulovými motory až do konečného prototypu YB-52 s osmi proudovými motory a šípovým křídlem. Zalétán byl v dubnu 1952. Se schopností nést jaderné zbraně pro odstrašující mise v době studené války nahradil stroje Convair B-36. B-52 je také veteránem několika válek a v boji letouny vždy svrhávaly jen konvenční munici. Jeho oficiální název Stratofortress se používá zřídka; neformálně je letoun běžně nazýván BUFF (Big Ugly Fat Fucker).
V aktivní službě je B-52 u amerického letectva od roku 1955. V roce 2012 bylo 85 strojů v aktivní službě a devět v rezervě. Bombardéry spadaly pod Strategic Air Command (SAC) až do jeho deaktivace v roce 1992. Poté přešly pod Air Combat Command (ACC); v 2010 byly všechny B-52 převedeny z ACC do nově vzniklého Air Force Global Strike Command (AFGSC). Vynikající výkony při vysokých podzvukových rychlostech a relativně nízké provozní náklady držely B-52 v provozu i přes příchod novějších, vyspělejších letadel, včetně odřeknutého letounu B-70 Valkyrie s rychlostí Mach 3, B-1 Lancer s měnitelnou geometrií křídel a B-2 Spirit se schopnostmi stealth. V roce 2015 B-52 dokončil šedesát let nepřetržité služby u svého původního uživatele. Po modernizacích v letech 2013 a 2015 se očekává jejich služba až do roku 2040.

## Vývoj

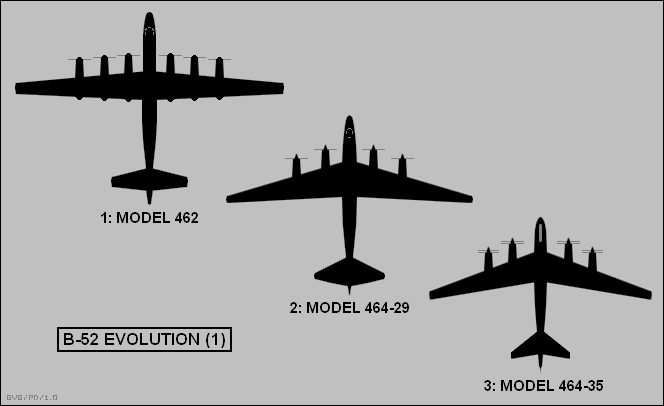
Nákresy modelů 462, 464-29 a 464-35

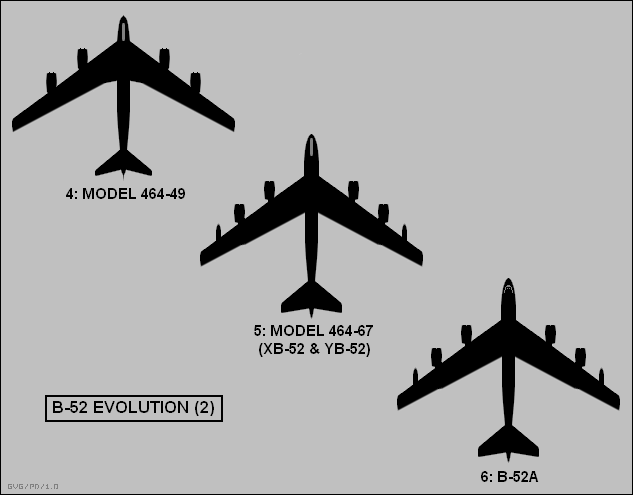
Modely 464-49, 464-67 a B-52A

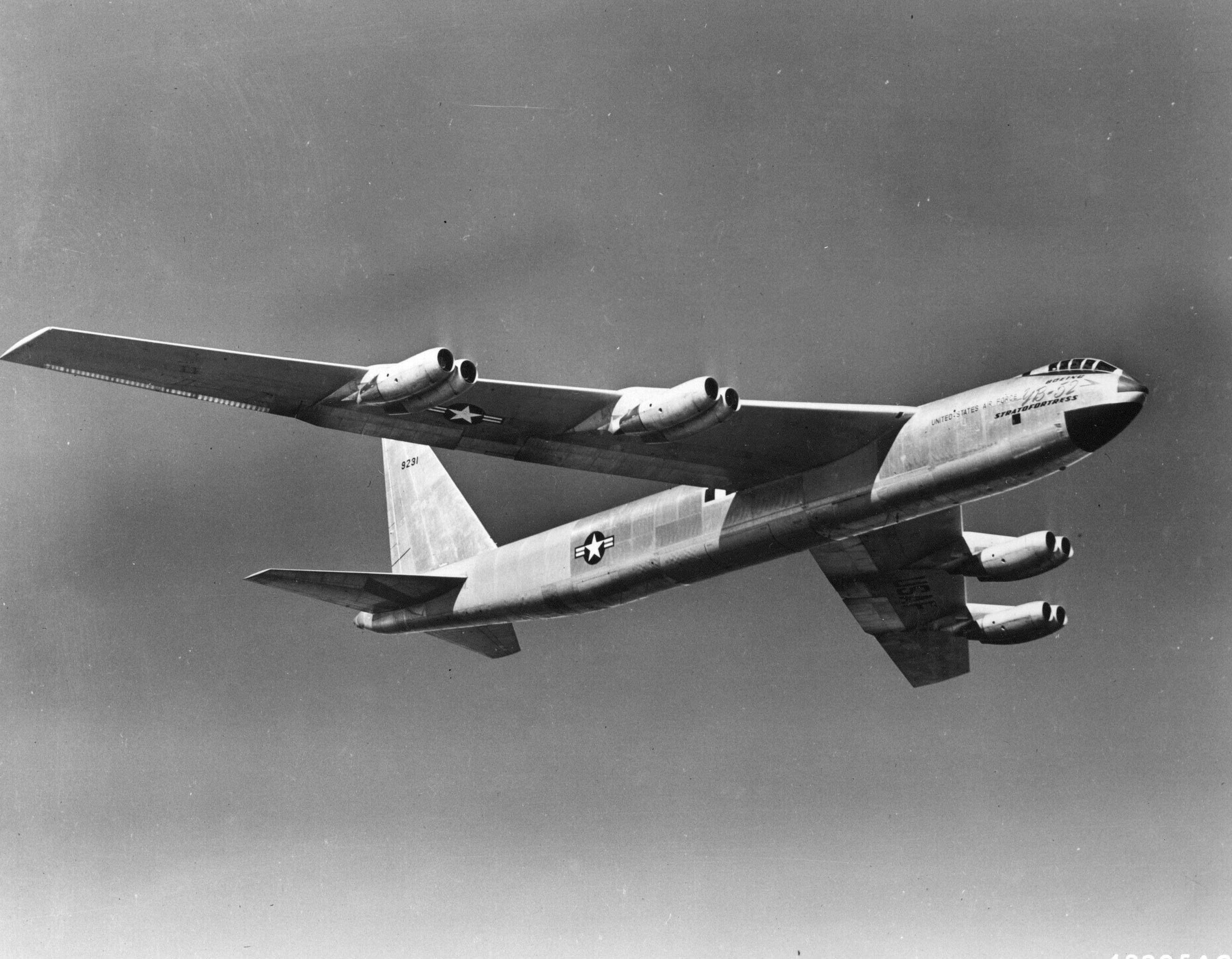
Druhý prototyp YB-52 za letu

Začátek vývoje B-52 sahá až do června 1945, kdy stále probíhala válka v Tichomoří. Americká armáda měla stále v čerstvé paměti velké ztráty na životech při obsazování ostrovů plnicích později funkci předsunutých základen pro bombardéry B-29. Proto k základním požadavkům na nový bombardér patřil dostatečně dlouhý dolet, který by umožnil posádce letadla splnit své poslání bez nutnosti mezipřistání na základně v jiné zemi.
23. listopadu 1945 byly vydány požadavky, na základě kterých měl mít bombardér akční rádius 8 000 km a rychlost 480 km/h v nadmořské výšce 10 400 m. Pětičlennou posádku měl doplňovat blíže neurčený počet střelců, kteří by obsluhovali kanóny ráže 20 mm. Pumovnice letadla měla mít nosnost 4 500 kg.
13. února 1946 oslovilo americké letectvo společnosti Boeing, Consolidated Aircraft a Glenn L. Martin Company, aby předložily na základě stanovených technických specifikací své návrhy. Smlouvu na vývoj nového bombardéru získala 5. června 1946 firma Boeing, která přišla s projektem Model 462. Ten představoval letadlo s přímým křídlem, které mělo být poháněno šesti turbovrtulovými motory Wright XT35 Typhoon. Brzy se však ukázalo, že letadlo by bylo příliš velké, drahé a nemělo by dostatečný potenciál na další modernizaci. Společnost Boeing tedy původní návrh přepracovala a přišla s modelem 464-17, jehož pohon měly zajišťovat pouze čtyři turbovrtulové motory Wright XT35. Ten vývojáři dále upravili na model 464-29 se šípovitými křídly, které svíraly úhel 20°. Prvky tohoto návrhu však stále nesplňovaly požadované specifikace, což vedlo k modelu 464-35. Ten počítal s tím, že čtyři turbovrtulové motory budou mít dvojici protiběžných vrtulí. Protože ani jeden z těchto návrhů nedosahoval požadované parametry, dospěli konstruktéři Boeingu a představitelé amerického letectva k rozhodnutí, že nový bombardér bude poháněn osmi proudovými motory a bude mít šípovitost křídel s úhlem 35 o. Prvotním modelem, který reprezentoval tyto specifikace byl 464-49, navržený na základě Boeingu B-47 Stratojet. Jeho zvětšená varianta 464-67 se stala základem pro letadla B-52A. 14. února 1951 byla se společností Boeing podepsána smlouva na výrobu 13 strojů s označením B-52A.
Předtím než začala sériová výroba, byly vyrobeny dva prototypy: XB-52 a později YB-52. XB-52 byl předveden 14. února 1951, ale z důvodu poškození odtokové hrany křídla musel být jeho první vzlet odložen. Předběhl ho tak jeho mladší sourozenec YB-52 (sériové číslo 49-231), který se vznesl k obloze 15. dubna 1952. Poté, co oba prototypy úspěšně absolvovaly letové zkoušky, byla spuštěna počáteční sériová výroba. První B-52A vzlétl 5. srpna 1954, ale z původně objednaných 13 letadel byly nakonec dodány pouze 3 kusy. Zbývajících 10 strojů bylo vyrobeno ve verzi B-52B, která měla modernější motory, vylepšený navigační a zaměřovací systém. První B-52B se sériovým číslem 52-8711 byl dodán na leteckou základnu Castle v Kalifornii 29. června 1955. 12. března 1956 byla první letka bombardérů B-52 prohlášena za bojeschopnou. Trvalo však více než rok než se konstruktérům podařilo odstranit „dětské nemoci“ nového bombardéru. Mezi ně patřily hlavně problémy s palivovým systémem, vstřikovacími čerpadly, vadnými alternátory a také se systémem řízení palby.

## Konstrukce
B-52 je hornoplošník se šípovitými křídly s úhlem 35° a s rozpětím 56,4 m. Kvůli své velikosti a hmotnosti měla tato obrovská křídla tendenci se na koncích prohýbat. Proto má letadlo kromě hlavního podvozku, nacházejícího se pod trupem, ještě malou přídavnou podvozkovou nohu na konci každého z křídel. Oba hlavní podvozky je možno natáčet, což umožňuje při silném bočním větru startovat a přistávat v traverzu. Na každém z křídel jsou dva páry motorů – o pohon letadla se tak stará celkem 8 dvouproudových motorů. Kvůli svému dlouhému obdélníkovému trupu je Stratofortress příslušníky letectví posměšně přezdívaný BUFF, což je akronym ze slovního spojení Big Ugly Fat Fucker (Velký ošklivý tlustý zmrd). Kabina posádky byla rozmístěna ve dvou podlažích. V horním sedí pilot, kopilot a důstojník, odpovědný za systémy elektronického boje. V dolní části sedí ještě dvě osoby – navigátor a obsluha zbraňových systémů. Přetlaková kabina posádky B-52 byla navržena tak, aby mohli piloti sedět vedle sebe. Takové uspořádání sedadel poskytlo větší prostor pro ukazatele přístrojů a umožnilo lepší interakci mezi pilotem a kopilotem.
Boeing vyrobil 8 různých verzí těchto letadel, které se navzájem lišily pohonnými jednotkami, avionikou nebo výzbrojí.

### B-52A

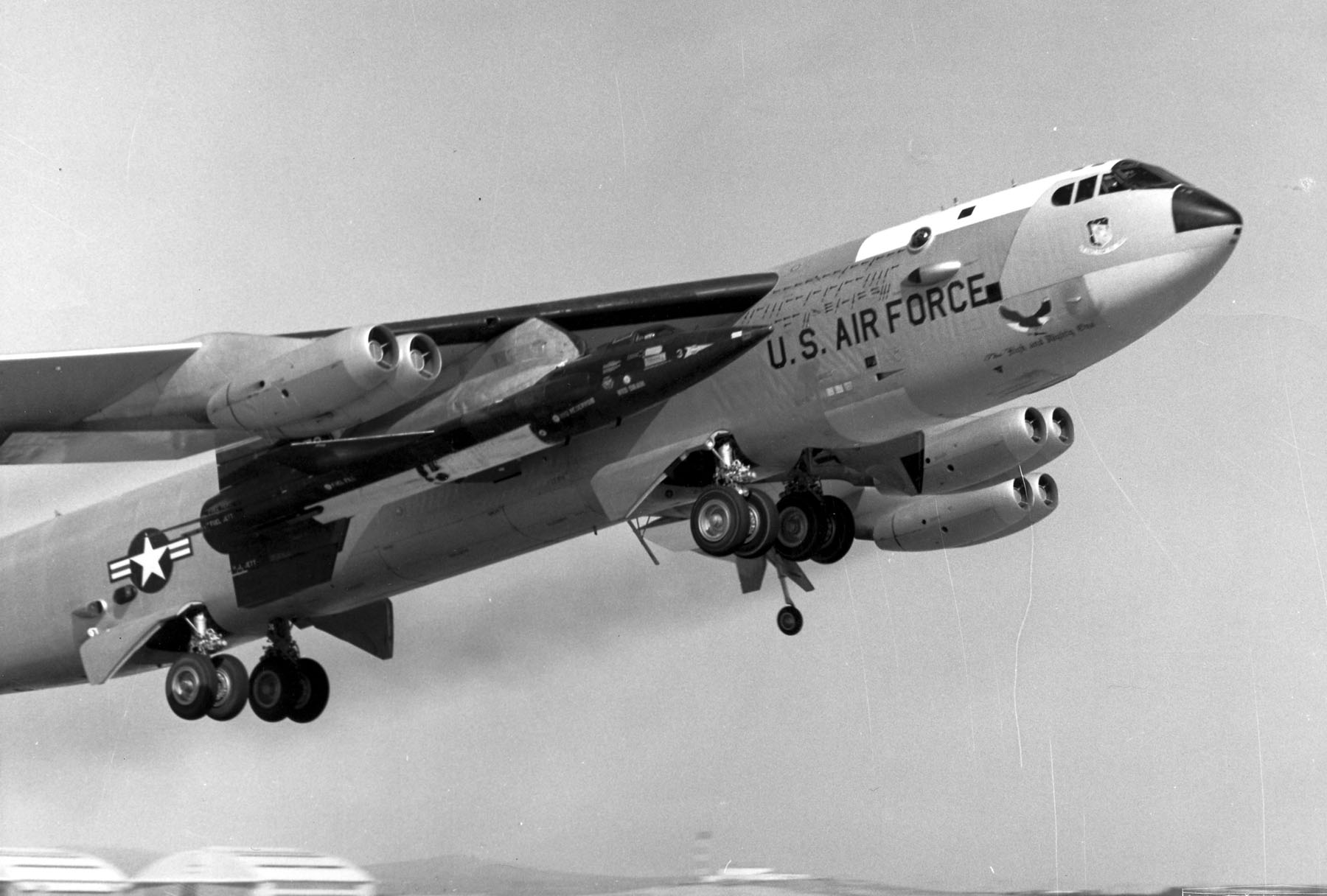
NB-52A nesoucí X-15

Pohon této první verze zajišťovaly čtyři motory P&W J57-9W, z nichž každý měl tah 44,5 kN. Na konci každého z křídel byla připevněna pomocná palivová nádrž o objemu 3787 litrů, přičemž dolet mohl být prodloužen i tankováním během letu. Letadlo mělo pro vlastní ochranu namontovanou v zadní části trupu střeleckou věž. Ta byla vybavena čtyřmi kulomety Browning M3 ráže 12,7 mm, každý s palebným průměrem 600 nábojů. Ve verzi B-52A byly vyrobeny tři stroje, které sloužily po dlouhou dobu pro testovací účely nebo jako letadla speciálního určení.

### B-52B

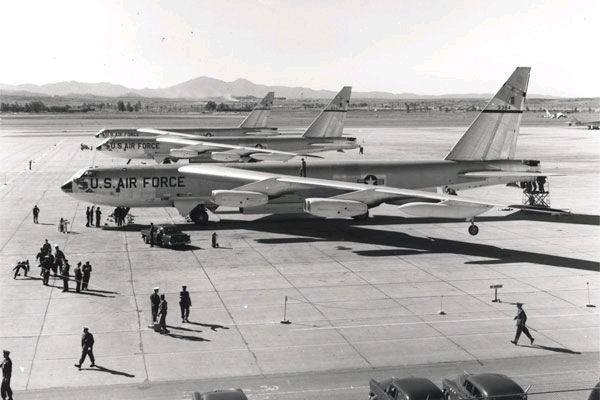
Tři stroje B-52B poté, co ustanovily světový rekord v obletu Země

Verze B-52B získala spolehlivější bombardovací-navigační systém a také systém řízení střelby pro kanóny střelecké věže. Nový systém řízení střelby však neposkytoval uspokojivé výsledky a tak byla u většiny vyrobených strojů použita dvojice nových kanónů M24A-1 ráže 20 mm. Ani toto řešení nebylo o mnoho lepší, proto bylo několik letadel zpět vybaveno kulomety Browning M3 s modernizovaným systémem řízení střelby. Bombardéry B-52B byly poháněny motory J57-P-29W, J57-P-29WA nebo J57-P-19W. Všechny tyto pohonné jednotky měly suchý tah 46,7 kN. Celkem bylo vyrobeno 50 kusů těchto letadel, přičemž 27 z nich byly průzkumné varianty RB-52B.

### B-52C
Nejviditelnějším rozdílem B-52C od předchozí verze bylo namontování externí palivové nádrže o objemu 11 365 litrů pod každé křídlo letadla. Povrch bombardérů B-52C měl přirozenou kovovou úpravu, přičemž břicho letadla bylo pokryto vrstvou bílé barvy, aby odráželo záblesk jaderného výbuchu. Tento nátěr byl později zpětně aplikován i na stroje B-52B. Kromě toho byla okénka B-52C vybaveny závěsy, které měly blokovat oslnění z nukleární exploze. B-52C mohly nést termonukleární pumy nebo konvenční výzbroj s hmotností do 10 900 kg. Modernizací prošel i systém řízení střelby, který se konečně ukázal být funkční a efektivní. První B-52C sjela z linky továrny v Seattlu v červnu 1956 a do konce tohoto roku získalo americké letectvo všech 35 kusů této produkční verze.

### B-52D

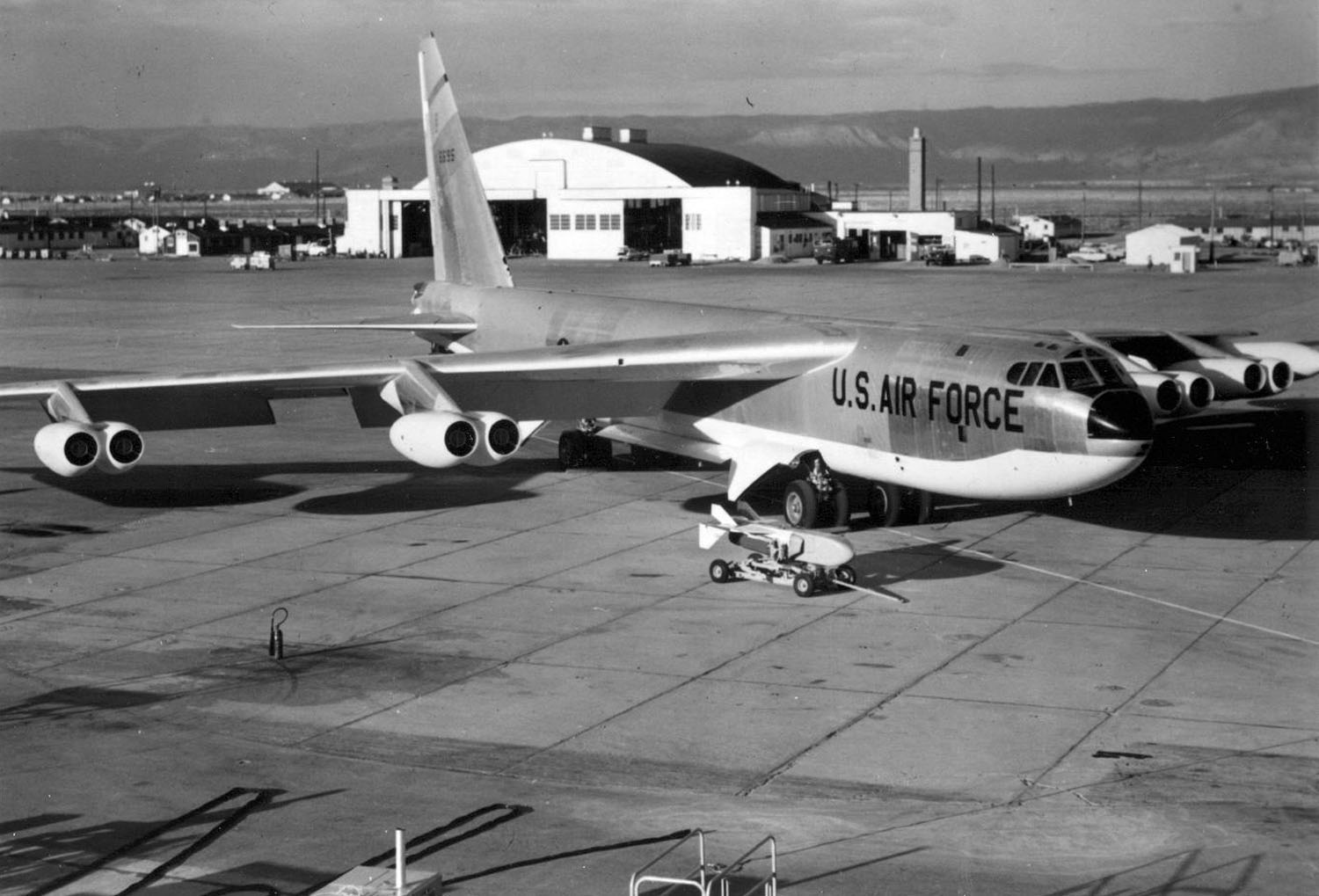
B-52D s bílým nátěrem na spodku

69 bombardérů B-52D bylo téměř identických s verzí B-52C, tato verze byla ovšem produktem továrny ve městě Wichita.

### B-52E
B-52E byl navenek podobný variantě B-52D, lišil se však novou avionikou. Koncem padesátých let 20. století se sovětská protivzdušná obrana zlepšila natolik, že výškové bombardování s sebou neslo riziko příliš vysokých ztrát. Došlo proto ke změně zavedené taktiky a bombardéry byly vybaveny novými zařízeními, umožňujícími provádět lety v nízkých letových hladinách. V letadlech tak přibyl navigační a bombardovací systém AN/ASQ-38, navigační a bombardovací radiolokátor AN/ASB-4 a dopplerovský indikátor výšky AN/APN-89. B-52E absolvoval svůj první let 17. října 1957 a celkově bylo vyrobeno 100 kusů této verze.

### B-52F
B-52F se od verze „E“ odlišoval novými motory J57-43W, které měly suchý tah 49,8 kN. Letadla byla vyráběna v letech 1958 až 1959 a celkově jejich sjelo z linky 89 kusů.

### B-52G

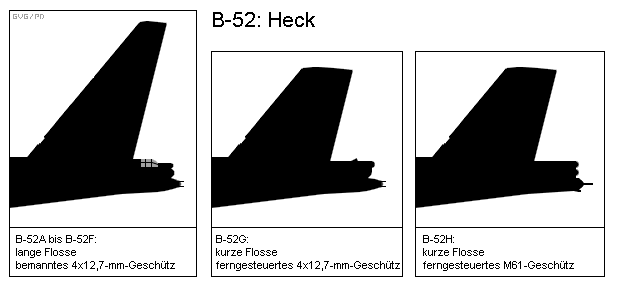
Ocasní části jednotlivých verzí B-52

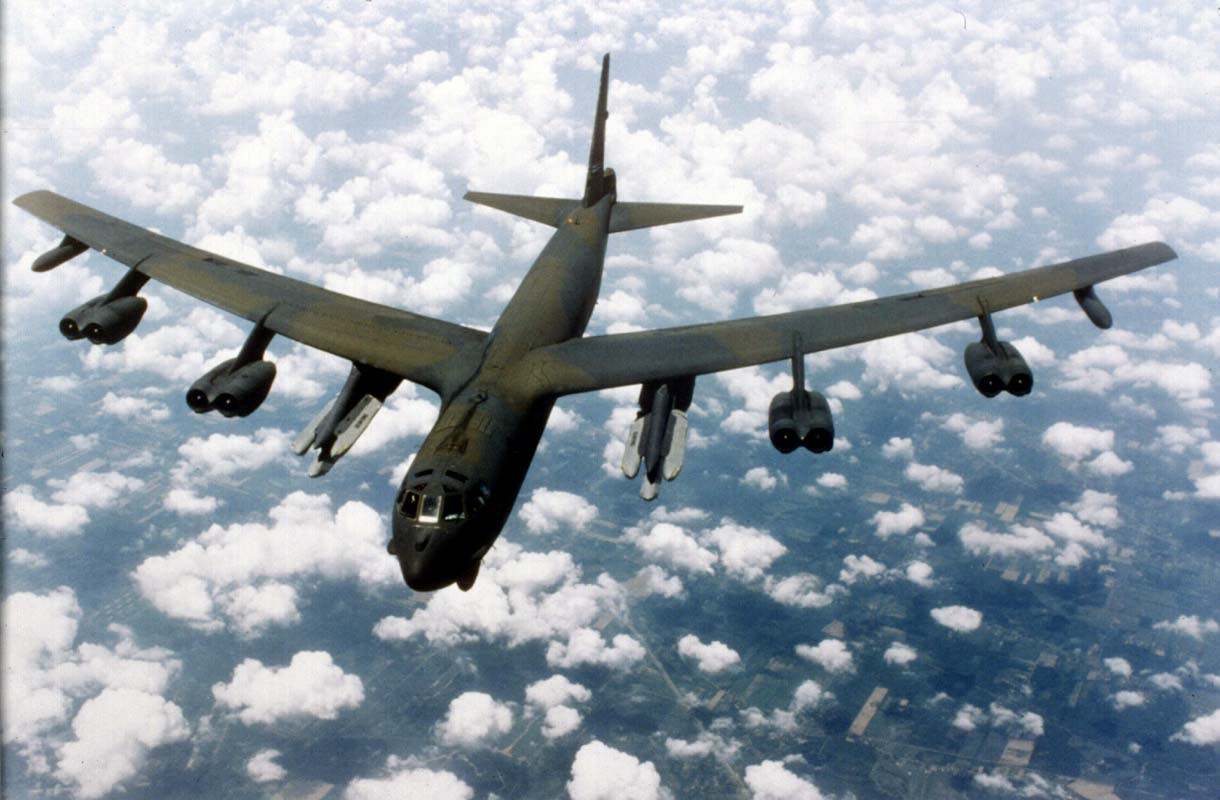
B-52G nad mraky

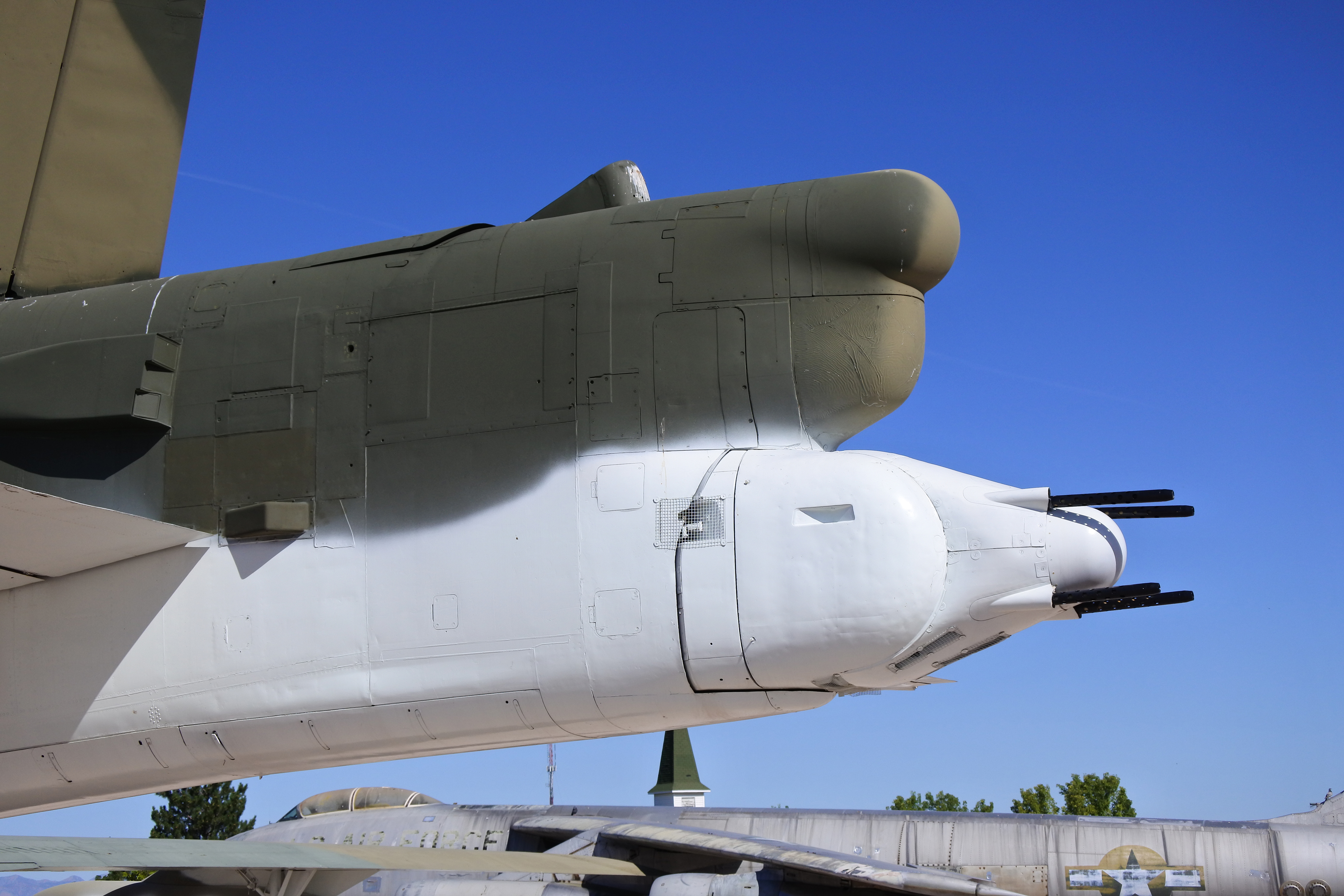
B-52G, Hill Aerospace Museum.

B-52G měl řadu konstrukčních vylepšení, kterými se výrazně odlišoval od předchozích verzí. Konstruktérům Boeingu se podařilo předělat křídla letadla a umístit do nich palivové nádrže, čímž se zvýšil objem paliva ve vnitřních nádržích na 176 507 litrů. Zároveň byl objem externích nádrží na koncích křídel snížen na 2650 litrů a celková kapacita paliva se dostala na 181 808 litrů.
Na draku bylo také provedeno několik vylepšení, což vedlo ke snížení hmotnosti prázdného letadla o několik tun. Střelec byl přesunut ze střelecké věže dopředu do kokpitu, kde se přidal ke zbytku posádky. Kanóny ovládal na dálku prostřednictvím TV spojení a systému řízení střelby AN/ASG-15. Přesunutí střelce vpřed se nakonec neukázalo jako nejšťastnější řešení. Potvrdilo se, že je efektivnější mít člověka ve střelecké věži osobně, aby mohl dohlédnout na nejzranitelnější pozici, tzv. „šestou hodinu“.
V kokpitu bylo realizováno také několik vylepšení, k jedním z nejdůležitějších patřilo nepochybně lepší ovládání klimatizace. Slabinou předchozích modelů byl totiž stav, kdy bylo posádce ve vrchní části kabiny horko, zatímco posádka ve spodní části trpěla chladem.
Nos letadla byl o něco prodloužen, zatímco svislá ocasní plocha byla zkrácena o 2,44 m, takže rozdíl mezi B-52G a předchozími verzemi byl patrný na první pohled. Počet spojlerů na každém křídle se zvýšil ze šesti na sedm a křidélka byla zcela odstraněna, zřejmě kvůli snížení hmotnosti.
Verze B-52G měla pod každým křídlem závěsník, schopný nést řízenou střelu s jadernou hlavicí GAM-77 (AGM-28) Hound Dog. Nebyla to velmi přesná zbraň, ale zato měla bojovou hlavici s velkým ničivým účinkem, proto nemusela být nutně navedena na cíl s vysokou přesností. Maximální dolet střely byl 1300 km, což by umožnilo její odpálení mimo dosah sovětského protivzdušného systému. Sovětská odpalovací zařízení tak mohla být zničena z bezpečné vzdálenosti, což by vytvořilo „díru“ v obranné bariéře. V pumovnici mohla B-52G nést čtyři řízené střely ADM-20 Quail, které sloužily jako klamné cíle. Střely měly podobné letové výkony a efektivní odrazovou plochu jako B-52. Na svou dobu měly propracovaný naváděcí systém, který umožňoval uskutečnit během letu dvě změny kurzu a jednu změnu rychlosti.
B-52G byla varianta, vyráběná v největších množstvích a celkově se jejich vyprodukovalo 193 kusů. Dodávky pro americké letectvo probíhaly v letech 1958 až 1961.

### B-52H

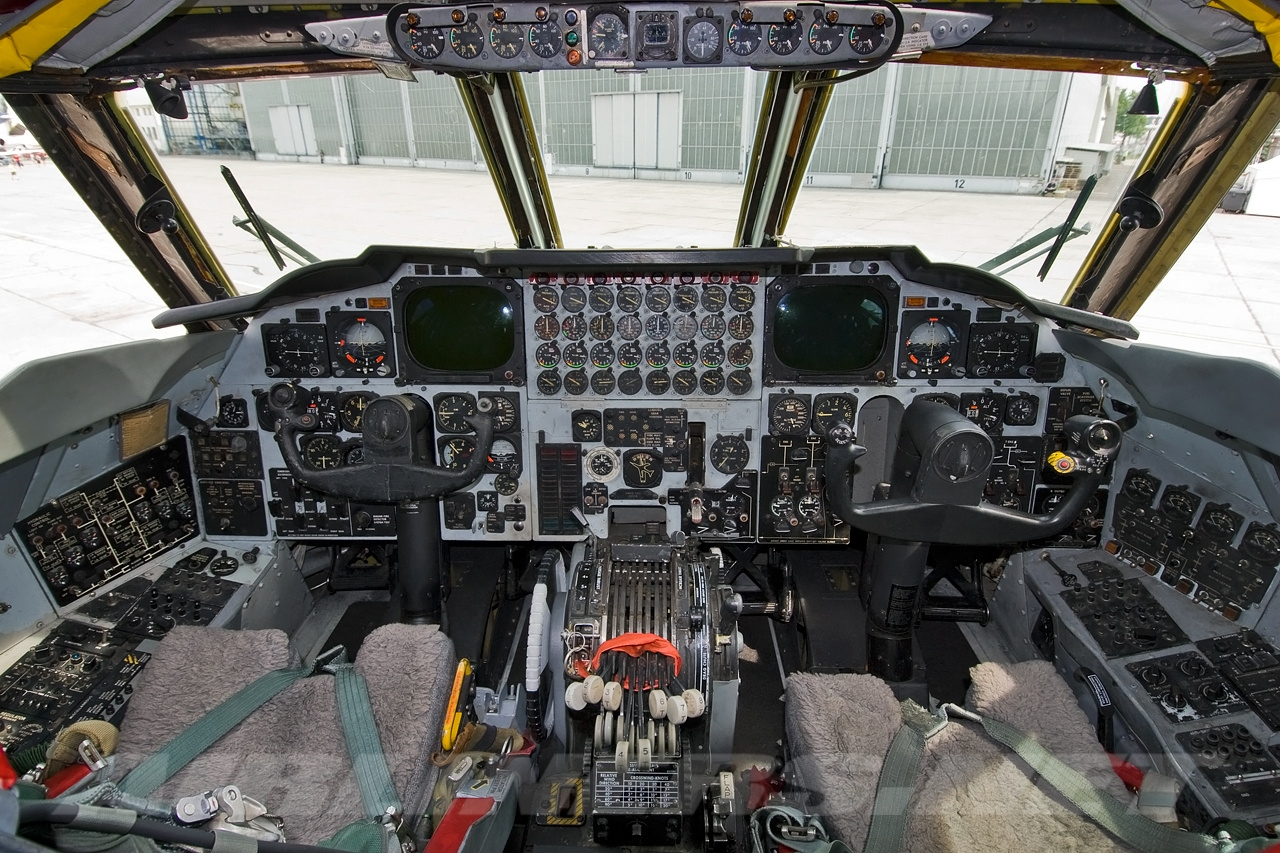
Kokpit B-52H

Poslední varianta B-52H, která je ve službách amerického letectva dodnes, je poháněna výkonnějšími motory TF33-3 o tahu 75,6 kN. Ačkoli zpočátku trpěly nové TF33 několika nedostatky, i tak představovaly v porovnání se staršími J57 velké zlepšení. Poté, co byly v roce 1960 tyto nedostatky odstraněny, poskytly TF33 bombardérům mnohem větší maximální tah a eliminovaly nadměrnou hlučnost svých předchůdců. Zároveň byly mnohem úspornější než J57, což prodloužilo dolet B-52H o 20 %.
Letadlo je vybaveno novou střeleckou věží se šestihlavňovým kanónem GE M61 Vulcan ráže 20 mm a systémem řízení palby ASG-21. Kanón má kadenci 6000 ran za minutu a palebný průměr 1242 nábojů. Pro zvýšení vlastní ochrany nese navíc B-52H pod každým křídlem výmetnice klamných cílů AN/ALE-25, které mohou být odpáleny ručně posádkou nebo automaticky obranným systémem.
Kromě konvenčních neřízených pum, které mohou být zavěšeny pod křídly i v pumovnici, nese B-52H také řízenou munici. Jsou to pumy JDAM s GPS naváděním, klouzavé pumy AGM-154 JSOW a řízené střely s plochou dráhou letu AGM-158 JASSM. V současnosti však B-52H může nést pouze 12 kusů řízené munice, zavěšených pod křídly. Tuto slabinu by měl odstranit modernizační program 1760 Internal Weapons Bay Upgrade (IWBU), v rámci kterého budou letadla schopna nést dalších 8 kusů této moderní výzbroje uvnitř, v pumovnici. Součástí modernizace by měla být i integrace řízených střel ADM-160 Malda, které plní funkci klamných cílů.
Výroba 102 letadel B-52H probíhala v letech 1961 až 1962.

## Služba

### Studená válka

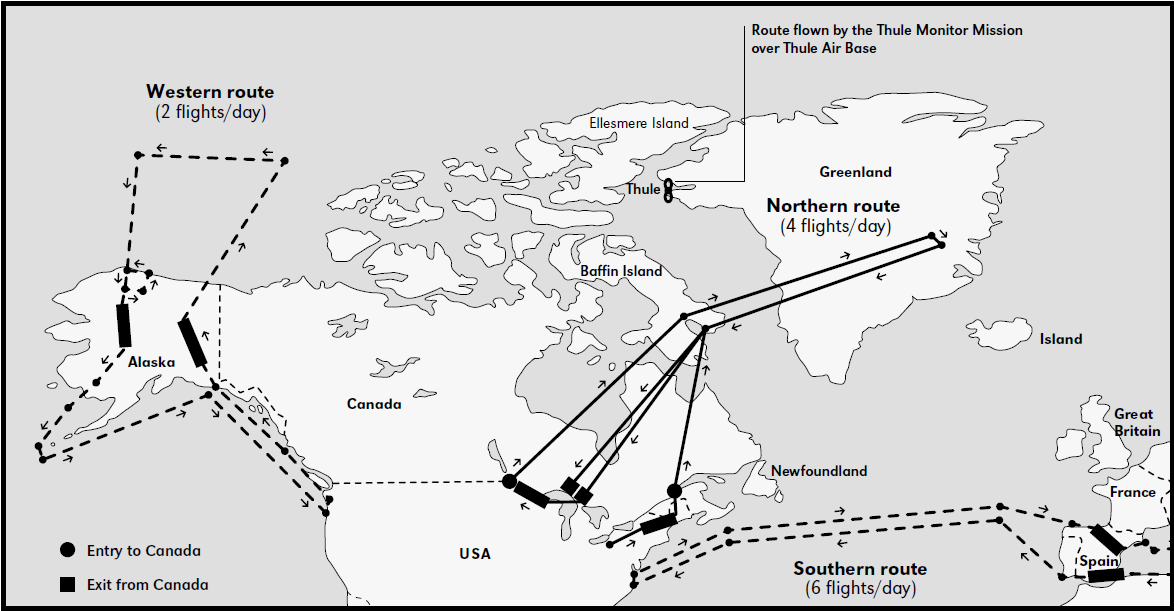
Schéma letů v rámci operace Chrome Dome

Koncem 50. a začátkem 60. let 20. století udržovalo USA nepřetržitě ve vzduchu 12 strategických bombardérů, vyzbrojených jadernými pumami (B28, B36, B41 a B53). Odůvodněním byla obava z potenciálního překvapivého útoku Sovětského svazu, který by mohl zničit velkou část amerického strategického letectva na zemi ještě před tím, než by se dostalo do vzduchu. Proto začal Pentagon s těmito odstrašujícími lety, které byly známy pod různými krycími jmény, jako Head Start, Round Robin a Chrome Dome. Zpočátku bombardéry absolvovaly dva lety nad územím Grónska, později kolem celé Kanady. Další trasa mířila na východ přes Španělsko do Středozemního moře, a poslední hlavní trasa z Aljašky přes Pacifik směrem k Japonsku.
Lety byly ukončeny až v roce 1968, kdy jeden z bombardérů B-52, nesoucí 4 atomové pumy, havaroval u dánské základny Thule. Letadlo se zřítilo v zátoce North Star (Grónsko), v důsledku čehož došlo k výbuchu konvenčních výbušnin a následně k radioaktivnímu zamoření.

### Válka ve Vietnamu

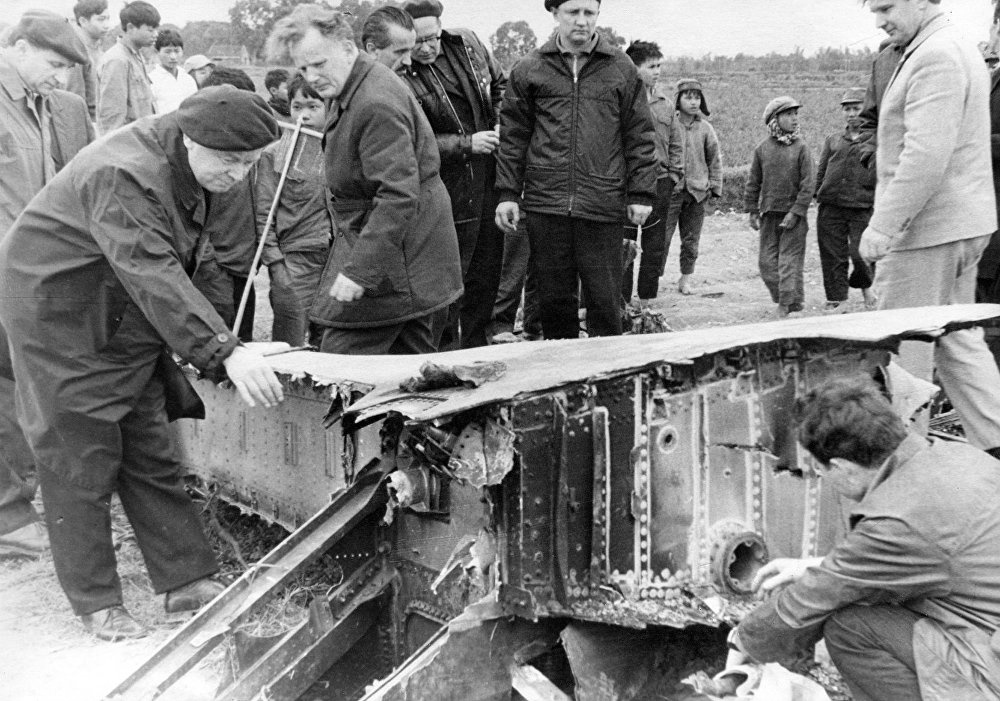
Sovětští specialisté si prohlíží vrak B-52 sestřeleného poblíž Hanoje 23. prosince 1972

První nálet bombardérů B-52 se konal 18. června 1965 v oblasti jižního Vietnamu. Cílem bylo útočiště Vietkongu, ukryté hluboko v džungli. Výsledek této mise byl rozporuplný, protože dva bombardéry se srazily ještě během letu k cíli a havarovaly v Tichém oceánu. Navíc účinek bombardování nemohl být přesně vyhodnocen, protože oblast byla pod kontrolou Vietkongu. Ačkoli používání strojů B-52 bylo médii značně kritizováno, velitelé pozemních jednotek byli ohromeni potenciálem těchto letadel. Hlavním důvodem byl fakt, že předchozí pokusy použít taktické nebo stíhací bombardéry k narušení koncentrace nepřátelských vojsk selhaly. Paradoxně byly stroje B-52 ve Vietnamu nejefektivněji využity v roli taktické podpory pozemních jednotek.
Později začaly B-52 provádět nálety i proti cílům v severním Vietnamu. Bombardéry létaly ze základen v Thajsku a z tichomořských ostrovů, jako je Guam. Primárními cíli na severu byla města Hanoi a Haiphong.  Od června 1965 do srpna 1973 absolvovaly tyto bombardéry 124 532 letů, při kterých bombardovaly vytyčené cíle. Během tohoto období ztratilo americké letectvo celkem 31 strojů B-52, z čehož 18 bylo sestřeleno nepřítelem nad Severním Vietnamem a 13 havarovalo kvůli technickým problémům.
Americké bombardéry byly během svých misí napadány i severovietnamským letectvem. Dne 18. prosince 1972 zadní střelec Boeingu B-52D (sériové číslo 56-676) Samuel Olin Turner sestřelil přibližující se severovietnamský stíhací letoun MiG-21. Byl to první sestřel dosažený americkým palubním střelcem od dob korejské války. Turner byl vyznamenán Stříbrnou hvězdou.

### Operace Pouštní bouře
Do vzdušných útoků během války v Zálivu se zapojilo i 107 bombardérů B-52, které provedly celkem 1 624 letů. Během těchto náletů shodily 72 000 tun pum, což představuje 38 % z celkového množství pum shozených americkými vzdušnými silami v průběhu této války.

### Válka v Afghánistánu
Koncem roku 2001 shodilo 10 bombardérů B-52 třetinu všech pum použitých v Afghánistánu. Většinou nesly 12 řízených pum typu JDAM, které v 90 % případů dopadaly nejdále 16 m od požadovaného cíle. Navíc bombardování většinou proběhlo do 10 minut od okamžiku, kdy pozemní jednotky zažádaly o vzdušnou podporu.

### Boje v Iráku a Sýrii
9. dubna 2016 přiletěly strategické bombardéry B-52H na základnu Al Udeid v Kataru, aby nahradily asi šest B-1B, které v oblasti do té doby operovaly. Na podporu operace Inherent Resolve (Bytostné odhodlání) provedly B-52H za první čtyři měsíce 270 letů. V rámci jich zaútočily na 325 pozemních cílů za použití 1300 kusů munice.

## Výroba
- XB-52 – první prototyp, vyroben 1
- YB-52 – druhý prototyp, vyroben 1

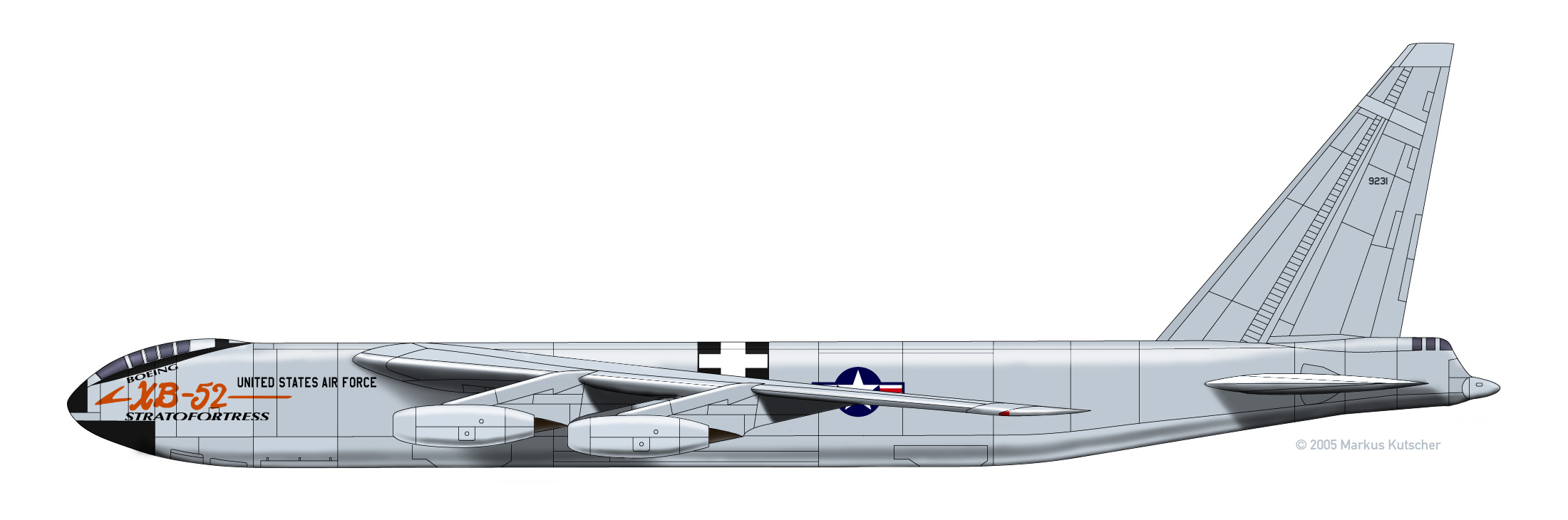
Prototyp XB-52

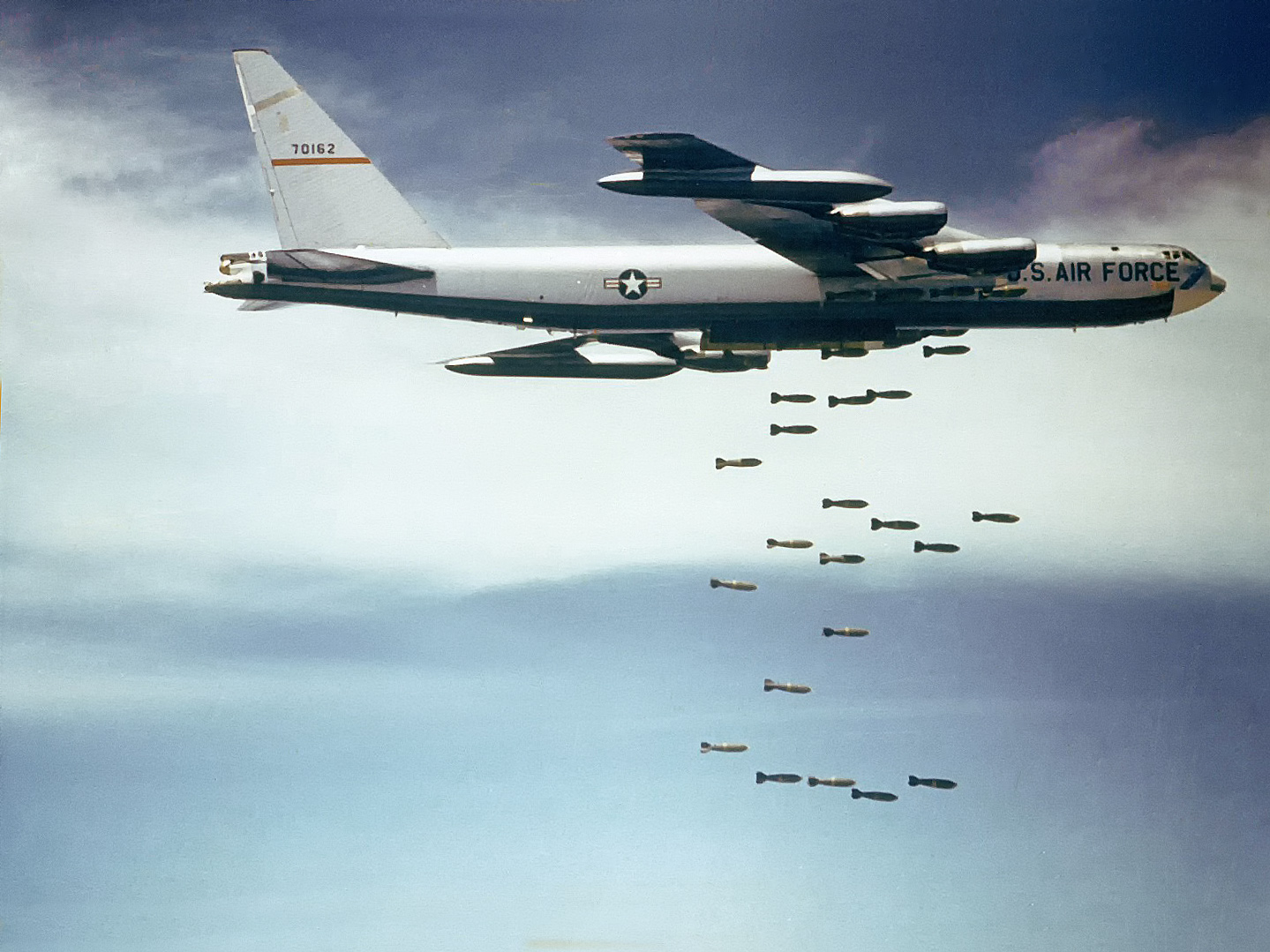
B-52F shazuje bomby na Vietnam

- B-52A – první výrobní typ, vyrobeny 3
- NB-52A – 1 stroj přestavěn na létající základnu pro pokusný stroj X-15
- B-52B – 50
- NB-52B – 1 stroj upraven pro vypouštění experimentálního letounu X-15
- RB-52B – 27 strojů bylo přestavěno na průzkumné. Dva 20 mm kanóny v zadní střelecké věži byly vyměněny za 4 kulomety ráže 12,7 mm. Původní označení bylo XR-16.
- B-52C – 35
- B-52D – 170
- B-52E – 100
- B-52F – 89
- B-52G – 193
- B-52H – 102

Celkem vyrobeno – 744

## Uživatelé

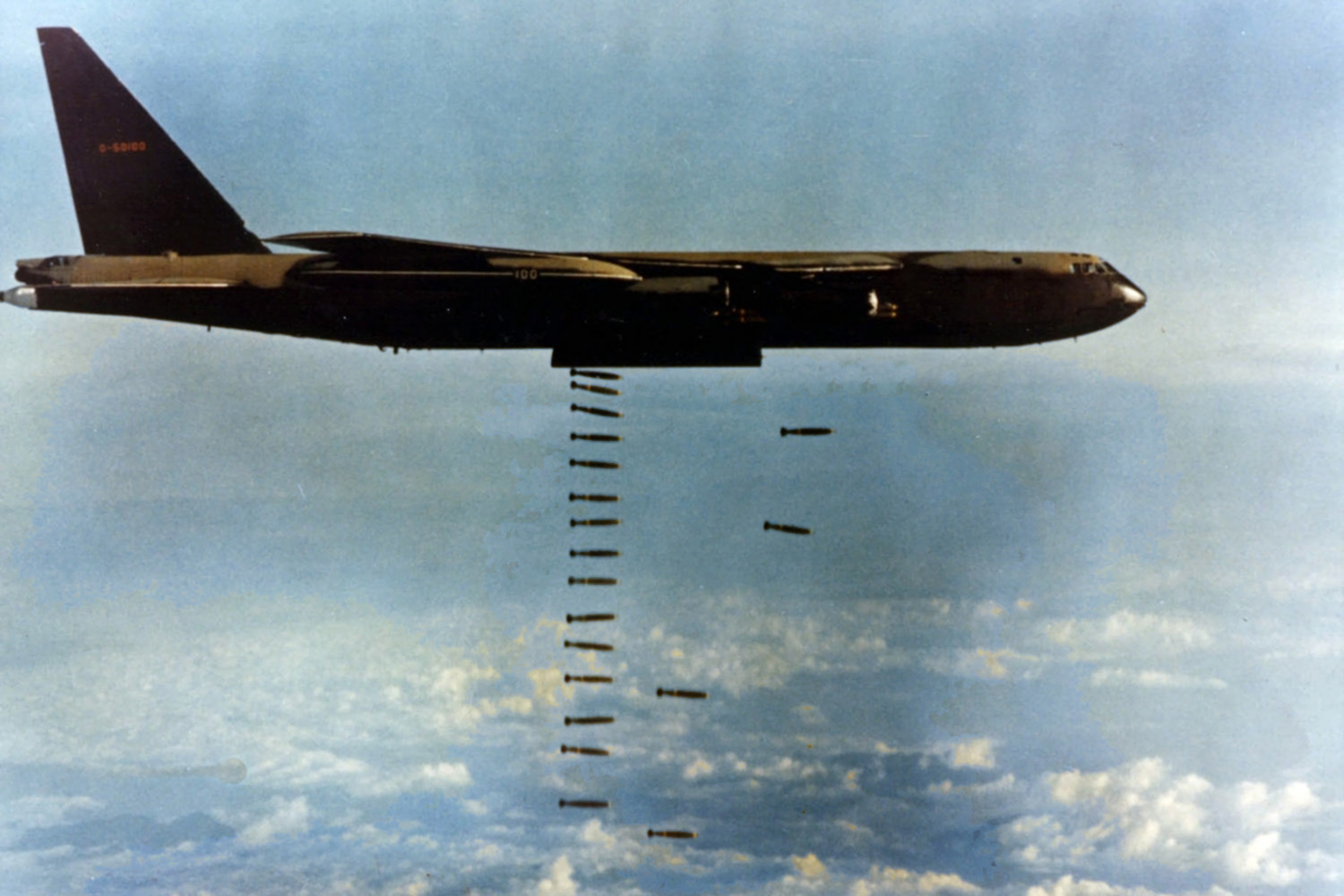
Boeing B-52D-60-BO Stratofortress nad Vietnamem

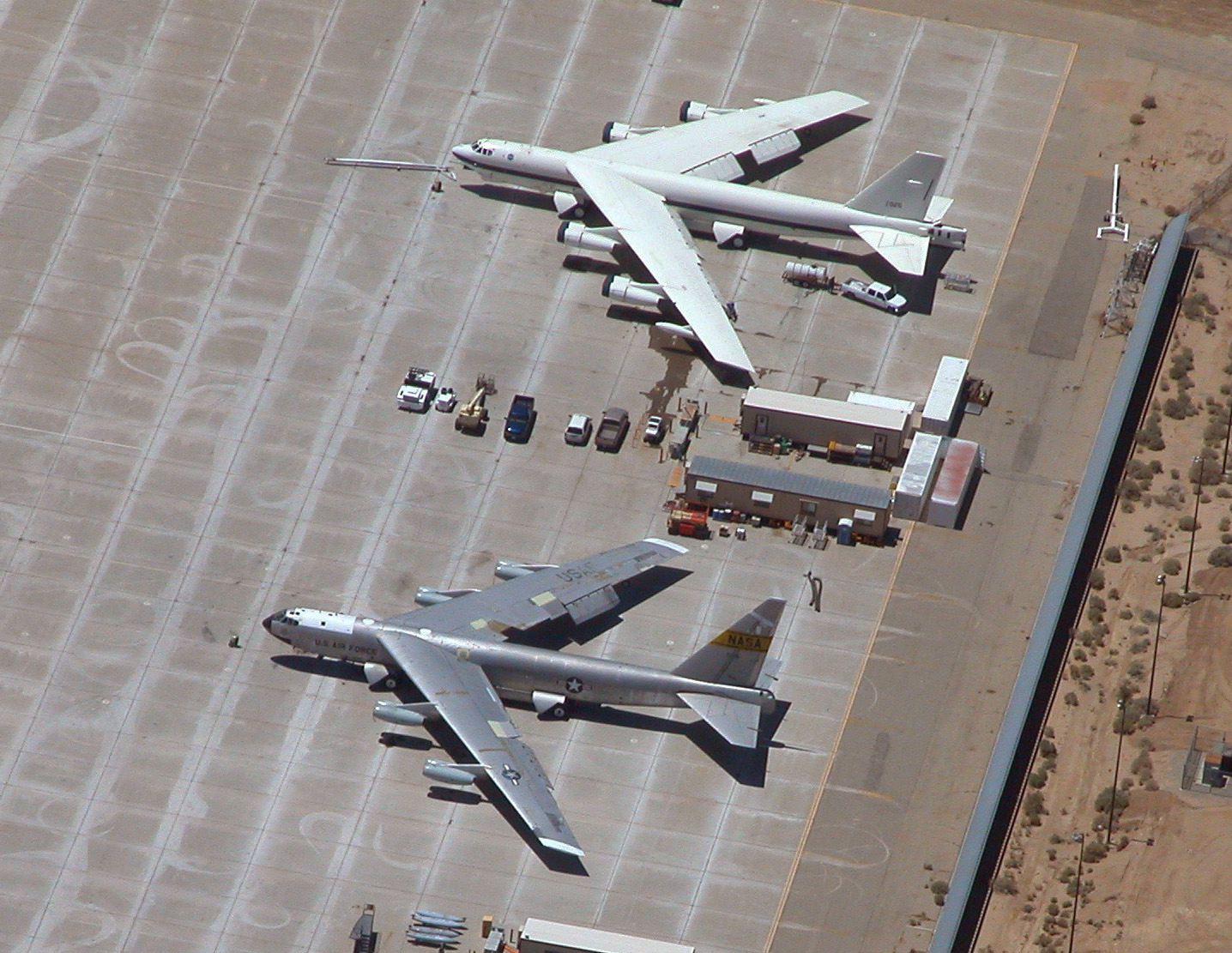
NB-52B „Balls 8“ a B-52H užívané NASA na základně Edwards

USA
Americké letectvo mělo k prosinci 2015 ve výzbroji 77 strojů B-52H:
- 57. křídlo – základna Nellis, Nevada
- 2. bombardovací křídlo – základna Barksdale, Louisiana
- 5. bombardovací křídlo – základna Minot, Severní Dakota
- 412. testovací křídlo – základna Edwards, Kalifornie
- 307. bombardovací křídlo – základna Barksdale, Louisiana

### Bývalí uživatelé
NASA užívala v Drydenově leteckém výzkumném středisku v letech 1966–2008 postupně 2 stroje k experimentům, především jako mateřské pro vypouštění parazitních letounů.

## Specifikace (B-52D)

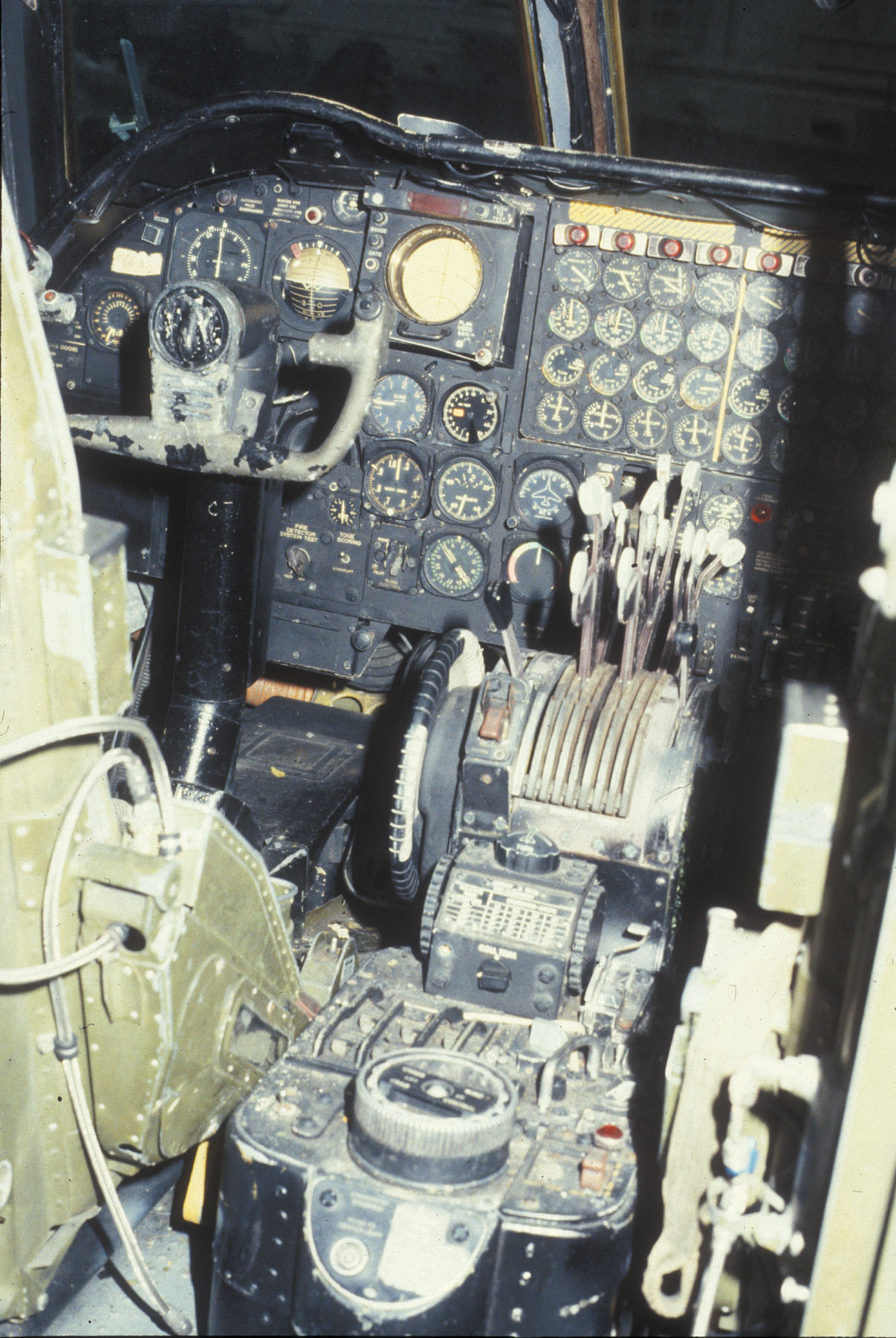
Kokpit stroje B-52D Stratofortress

### Technické údaje
- Posádka: 6
- Délka: 49,05 m
- Rozpětí: 56,39 m
- Výška: 14,74 m
- Nosná plocha: 371,60 m²
- Hmotnost prázdného letadla: –
- Vzletová hmotnost: –
- Maximální vzletová hmotnost: 204 115 kg
- Pohonná jednotka: 8 × proudový motor J57-P-19W nebo -29W, každý o tahu 53,82 kN s přídavným vstřikováním vody

### Výkony
- Maximální rychlost: 1 014 km/h
- Dolet: 9 978 km
- Dostup: 13 720 m

### Výzbroj
- 4× kulomet M3 ráže 12,7 mm v zadním střelišti, které bylo ovládáno radarovým systémem řízení palby A-3A nebo MD-9
- 27 215 kg pum; zpravidla 84 pum po 227 kg nebo 42 pum s hmotností 340 kg uvnitř, které doplňovaly dalších 24 pum po 340 kg, nesených pod křídly na pylonech po dvanácti

## Specifikace (B-52H)

### Technické údaje
- Posádka: 5 (pilot, druhý pilot, bombometčík, navigátor a důstojník pro elektronický boj; původně byla posádka šestičlenná, ale stroje, které nyní zůstávají ve službě, mají osádku pětičlennou – z letounů byl odstraněn kanón)
- Rozpětí: 56,39 m
- Délka: 48,56 m
- Výška: 12,29 m
- Nosná plocha křídla: 371,61 m²
- Max. plošné zatížení: 595,6 kg/m²
- Profil křídla: NACA 63A219.3 mod (u kořene), NACA 65A209.5 (na koncích)
- Hmotnost prázdného letounu: 83 914 kg
- Maximální vzletová hmotnost: 221 353 kg
- Nosnost: 32 tun leteckých pum
- Pohonná jednotka: 8× dvouproudový motor Pratt & Whitney JT3D, každý o tahu 75,64 kN (při vzletu)
- Geometrická štíhlost křídla: 8,556
- Maximální zásoba paliva: 181 606 l (podle jiných pramenů 179 414 l), z toho 30 000 l rezerva

### Výkony
- Maximální rychlost: 1024 km/h ve výšce 6309 m
- Minimální rychlost: 272 km/h
- Vzletová dráha: 2475 m
- Operační dostup: 15 408 m
- Počáteční stoupavost: 31,85 m/s
- Akční rádius (bojový poloměr): 7 241 km
- Maximální dolet (předávací): 15 633 km

### Výzbroj
- Kanóny: verze B-52H nesla v zadním střelišti jeden 20mm rotační kanón M61 Vulcan (v současnosti bombardéry již vlastní hlavňové zbraně nenesou)
- Pumy: 32 000 kg pum